# X (カセットテープ)
X (エックス) はかつてソニー（現・ソニーグループ）が製造、販売していたコンパクトカセットの名称である。

## 概要
1991年（平成3年）に販売が開始され、「デザインできるカセットテープ"CANVAS WINDOW"」として発売され、以前よりハーフの描けるスペースが広くなっている。
当初はノーマルポジション用とハイポジション用のみが発売されていたが、1992年（平成4年）には1代限りとなるものの、メタルポジション用も追加発売された。
ランクはPS(AXIA〈富士フイルム〉)、XL(日立マクセル)などと並ぶと考えられる。
同じようなデザインは1993年（平成5年）あたりまで使われ、1995年（平成7年）にSTAMINA X（スタミナ エックス）としてBS（バッテリーセービングメカニズム）を採用したウォークマンの電池を長持ちさせることが可能なものが発売された。変更に伴ってタッピングネジ（タッピングビス）でハーフを固定していたところを超音波融着に変更。
1997年（平成9年）には白ハーフに変更し、Purestyle X（ピュアスタイル エックス）として生まれ変わり、ローマ数字表記はこれで最後となった。
1998年（平成10年）にはXtune（エックスチューン）が発売され、Iが1、IIが2に移り変わった。Xではあるものの、XS（Xの上位商品）という説もあるためはっきりとしない。この世代をもってXはリニューアルを終了し、2000年（平成12年）末までに販売終了となった。

## ラインアップ

### ノーマルポジション（IEC TYPE I）
- X I（初代 - 4代目）
  - C46
  - C50
  - C54
  - C60
  - C64（初代 - 3代目）
  - C70（4代目のみ）
  - C74
  - C80（4代目のみ）
  - C90
  - C120

- STAMINA X I
  - C46
  - C54
  - C60
  - C64
  - C70
  - C74
  - C80
  - C90
  - C120

- Purestyle X I
  - C46
  - C54
  - C60
  - C64
  - C74
  - C90
  - C120

- Xtune1
  - C46
  - C54
  - C60
  - C64
  - C70
  - C74
  - C90
  - C120
  - C150

### ハイポジション（IEC TYPE II）
- X II（初代 - 4代目）
  - C46
  - C50
  - C54
  - C60
  - C64（初代 - 3代目）
  - C70（4代目のみ）
  - C74
  - C80（4代目のみ）
  - C90
  - C100（初代 - 3代目）
  - C120（4代目のみ）

- STAMINA X II
  - C46
  - C54
  - C60
  - C64
  - C70
  - C74
  - C80
  - C90
  - C120

- Purestyle X II
  - C46
  - C54
  - C60
  - C64
  - C70
  - C74
  - C80
  - C90
  - C120

- Xtune2
  - C46
  - C54
  - C60
  - C64
  - C70
  - C74
  - C90
  - C120

### メタルポジション（IEC TYPE IV）
- X IV（初代のみ）
  - C46
  - C50
  - C54
  - C60
  - C64
  - C74
  - C90
  - C100

## CM
- 森田浩司（1991年頃）、PINGU（1993年）などが出演していた。